# Флоравілл (Іллінойс)
Флоравілл (англ. Floraville) — переписна місцевість (CDP) в США, в окрузі Сент-Клер штату Іллінойс. Населення — 49 осіб (2020).

## Географія
Флоравілл розташований за координатами 38°22′35″ пн. ш. 90°3′19″ зх. д. / 38.37639° пн. ш. 90.05528° зх. д. (38.376284, -90.055345).  За даними Бюро перепису населення США в 2010 році переписна місцевість мала площу 0,14 км², уся площа — суходіл.

## Демографія
Згідно з переписом 2010 року, у переписній місцевості мешкали 53 особи в 20 домогосподарствах у складі 14 родин. Густота населення становила 372 особи/км².  Було 26 помешкань (183/км²).
Расовий склад населення:
| - 100,0 % — білих |

До двох чи більше рас належало 0,0 %. Частка іспаномовних становила 0,0 % від усіх жителів.
За віковим діапазоном населення розподілялося таким чином: 24,5 % — особи молодші 18 років, 69,8 % — особи у віці 18—64 років, 5,7 % — особи у віці 65 років та старші. Медіана віку мешканця становила 39,5 року. На 100 осіб жіночої статі у переписній місцевості припадало 130,4 чоловіків;  на 100 жінок у віці від 18 років та старших — 135,3 чоловіків також старших 18 років.
Цивільне працевлаштоване населення становило 0 осіб. 